# Timothy M. Carney

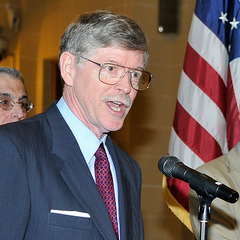
Timothy Carney spricht 2011 auf der OAS-Konferenz

Timothy Michael Carney (* 1944) ist ein ehemaliger US-amerikanischer Botschafter, Berater der US-Regierung, Beauftragter der UNO, Unternehmensberater und ist für den Aufbaudienst der US-Regierung im Irak ernannt.
Im Jahr 1966 erwarb er einen Abschluss am MIT im Fach System Engineering. Er hatte jedoch eine große Neigung zu Sprachen und ging nach Frankreich, um die französische Sprache zu lernen. Weiters beherrscht er die Thailändische Sprache und die Khmer-Sprache. 1967 trat er in die Dienste des US-Außenministeriums ein. Während des Vietnamkrieges wurde er mit Aufgaben in Vietnam und Kambodscha betraut. Vor dem Ende der Apartheid wurde er in Lesotho und in der Südafrikanischen Union eingesetzt.
Anfang der 1990er Jahre war er bei Friedensmissionen der UNO tätig. Vom März 1992 bis August 1993 hielt er sich im Rahmen der UNTAC in Kambodscha auf. Aufgaben innerhalb von UNOSOM II nahm er in Somalia von Dezember 1993 bis Februar 1994 wahr. 
Während der Regierungszeit von US-Präsident George Bush war er im NSC für Angelegenheiten in Asien zuständig. Von 1994 bis 1995 leitete er das South Asia Bureau im US-Außenministerium. Von März bis Juni 1994 war er Angehöriger der Aktion UNOMSA für die Wahlen von Nelson Mandela in Südafrika. Von 1995 bis 7. Februar 1996 war er Botschafter der USA im Sudan. 
In Haiti übernahm er die Aufgaben eines Botschafters der USA in den Jahren 1998 bis 1999. Danach quittierte er den Dienst im US-Außenministerium und betätigte sich als Unternehmensberater. Am 20. November 2002 gründet er das Haiti Democracy Project (HDP), das zu demokratischen Verhältnissen in Haiti beitragen sollte. 
Als erste zivile Gruppe arbeitete er im Office of Reconstruction and Humanitarian Assistance (ORHA) vom Mitte März bis Mitte Juni 2003 unter den US-Verwaltern Jay Garner und Paul Bremer im irakischen Industrieministerium als Berater. Danach äußerte er sich bezüglich der zukünftigen Entwicklung im Irak sehr pessimistisch.
In den Jahren 2004 und 2005 wurde er wieder für das HDP in Haiti tätig. Im Januar 2007 wurde er vonseiten des US-Außenministeriums für Aufgaben der Rekonstruktion des Irak verpflichtet. Schon seit 2004 hatte er einzelne Aufgaben für die Schulung von Einheiten der Streitkräfte der USA zum Einsatz für den Irak ausgeführt. 
Carney ist mit der Journalistin Victoria Butler verheiratet und hat eine Tochter.

## Schriften
- Communist Party Power in Kampuchea Documents and Discussion, Juni 1977
- Whither Cambodia? Beyond the Election, November 1993 (mit anderen Autoren)
- Intelligence Failure? Let’s Go Back to Sudan, in: Washington Post, 30. Juni 2002
- Mit Victoria Butler und Michael Freeman: Sudan: The Land and the People